# Hazlehurst (Mississippi)
Pour les articles homonymes, voir Hazlehurst.
La ville de Hazlehurst est le siège du comté de Copiah, situé dans l'État du Mississippi, aux États-Unis. Elle comptait 3 619 habitants lors du recensement de 2020.
La ville est située le long de l’Interstate 55.

## Personnalités liées à la ville
- Robert Johnson (1911 - 1938), guitariste et chanteur de blues né à Hazlehurst.